# 诸胶边县
诸胶边县，中国旧县名。
山东抗日根据地设。1943年由诸城县、胶县相邻地区析置诸胶边办事处。1944年改设诸胶边县，以两县首字为名。1945年抗日战争胜利后撤销。 